# 錫尼韋勒山
47°40′15″N 13°53′29″E / 47.670927°N 13.891311°E

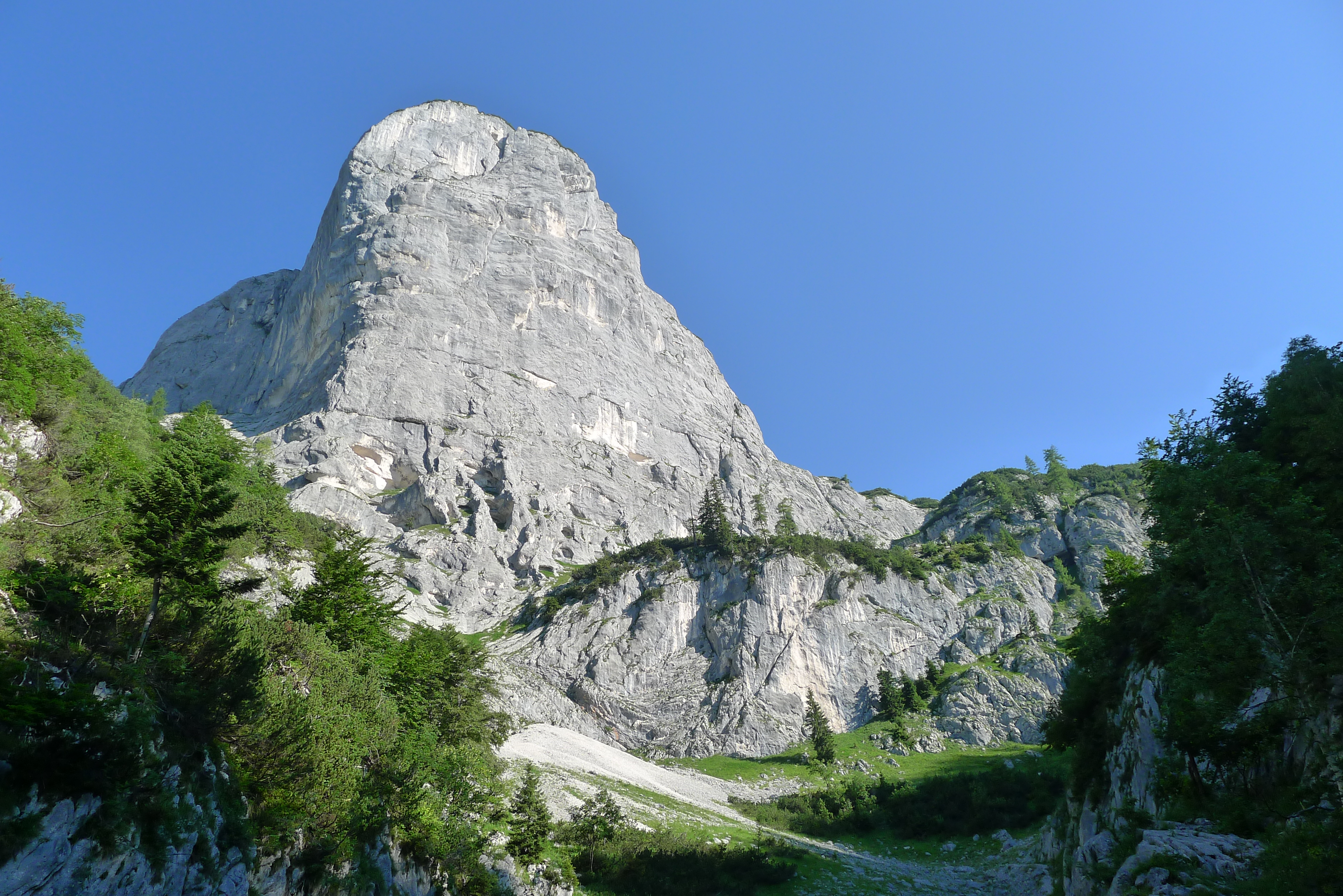

錫尼韋勒山（德語：Siniweler），是奧地利的山峰，位於該國東南部，由施泰爾馬克州負責管轄，屬於托特斯山脈的一部分，海拔高度1,907米，每年平均降雨量1,801毫米。